# 黒部弘康
黒部 弘康（くろべ ひろやす、1979年8月17日 - ）は、神奈川県出身の俳優。身長175cm。体重70kg。宝井プロジェクト所属。日活芸術学院卒。

## 出演

### 映画
- 「紅の拳銃」よ永遠に（2000年） - 主演：松本一平 役
- ラストシーン（2002年） - 井草 役
- ワイルド・フラワーズ（2004年）
- 真夜中の弥次さん喜多さん（2005年）
- 容疑者 室井慎次（2005年）

### テレビドラマ
- 恋は戦い! 第2話「仮面夫婦女の本音VS男のウソ」（2003年） - ホストクラブ店員 役
- 朱夏 妻が消えた日（2003年） - SP 役
- Dr.DMAT（2004年）
- ウルトラQ dark fantasy 第17話「小町」（2004年） - 若者（来々軒） 役
- ミステリー民俗学者 八雲樹 第3・4話「記憶喪失のかぐや姫」（2004年） - 青年団員 役
- ケータイ刑事 銭形雷 2ndシリーズ 第1話「バーボン刑事、リターンズ! 〜七夕クイーン殺人事件〜」（2006年） - 彦星太郎 役
- 帰ってきた時効警察 第6話「青春に時効があるか否かは熊本さん次第!」（2007年）
- 坂の上の雲 第2部 第7話「子規、逝く」（2010年） - 伝令 役
- 四つ葉神社ウラ稼業 失恋保険〜告らせ屋〜 第4話「略奪愛 〜親友の元カレに告白〜」（2011年） - 新北エージェンシー社員 役
- 警視庁捜査一課9係 season9 スピンオフSP「雨な二人」（2014年）
- 大河ドラマ 麒麟がくる（2020年） - 三好義継 役

### 再現ドラマ
- 行列のできる法律相談所

### バラエティ
- さまぁ〜ずと優香の怪しい××貸しちゃうのかよ!!
- ベストタイム

### 舞台
- 海神別荘（2000年） - 黒潮騎士 役
- 天晴れスープレックス3、4

### VP
- 第一生命保険